# Championnat d'Europe de hockey sur glace 1921
Navigation
Allemagne 1914 Suisse 1922
Le sixième championnat d'Europe de hockey sur glace n'a eu de championnat que le nom. En effet, seulement deux équipes y participent, les Tchécoslovaques qui prenaient la suite de la Bohême et les Suédois qui pour leur première participation ont accueilli l'unique match. C'est le premier tournoi du championnat d'Europe depuis la fin de la Première Guerre mondiale.
Le match a eu lieu le 18 février 1921 à Stockholm en  Suède et l'équipe locale l'a emporté sur le score de 6 buts à 4 (avec 4 à 1 à la mi-temps).
Les Suédois gagnent donc de ce fait leur premier tournoi international.